# زلزال سوريا 1344
زلزال سوريا 1344 هو الزلزال المدمر الذي ضربت منطقة شمال غرب سوريا وجنوب وسط تركيا الحاليين في يناير (كانون الثاني) عام 1344.
تراوحت قوّة زلزال عام 1344 في سوريا ما بين 6.8 و7.6 بمقياس ريختر، كما تراوحت شدته من سبع إلى ثماني درجات بمقياس ميدفيديف - شبونهوير - كارنيك في منبج، وتراوحت ما بين ست إلى ثمان درجات بمقياس ميدفيديف - شبونهوير - كارنيك في حلب، وأربع درجات بمقياس ميدفيديف - شبونهوير - كارنيك في دمشق.

## لمحة تاريخية
تُشير أغلب المصادر التاريخيّة إلى أنّ زلزال عام 1344 في سوريا وقع ما بين يومي الثاني والثالث من يناير (كانون الثاني) عام 1344، ولكن هُناك مصادر أخرى تُشير إلى وقوع زلزال مُدمّر بالمنطقة في الأول من يناير (كانون الثاني) عام 1343.

## الخسائر
تسبّب زلزال عام 1344 في سوريا في تدمير عدد من المُدن وقتل الآلاف من سُكان هذه المُدن، حيث دمّر معظم مدينة منبج وقتل غالبية سكانها تحت أنقاض المنازل المنهارة، كما انهارت أبراج القلعة والمساجد والآثار الموجودة في المدينة والأسوار المُحيطة بها. وقد امتد تأثير الزلزال إلى أقصى الشمال فألحق أضرارًا جسيمة بمدينة غازي عنتاب، بل إنّ الهزات الأرضيّة كانت محسوسة في مصر. وفي دمشق، كانت آثار الزلزال طفيفة، ولم يتمّ توثيق الأضرار التي لحقت بمدينة أنطاكية نتيجة الزلزال، في حين تعرّضت مدينة حلب لهزات ارتدادية ضعيفة، ولجأ سكانها للاختباء بعيدًا عن المدينة لمدة 40 يومًا خوفًا من حدوث أضرار إضافية.
قُدّرت الخسائر البشريّة لزلزال عام 1344 في سوريا بقرابة 5700 إنسان لقوا حتفهم تحت أنقاض المدن المُهدمة. ظهر هذا الرقم لأول مرة في فهرس الزلازل البارامترية الذي نُشر في عام 1980.